# قلعة مدينة

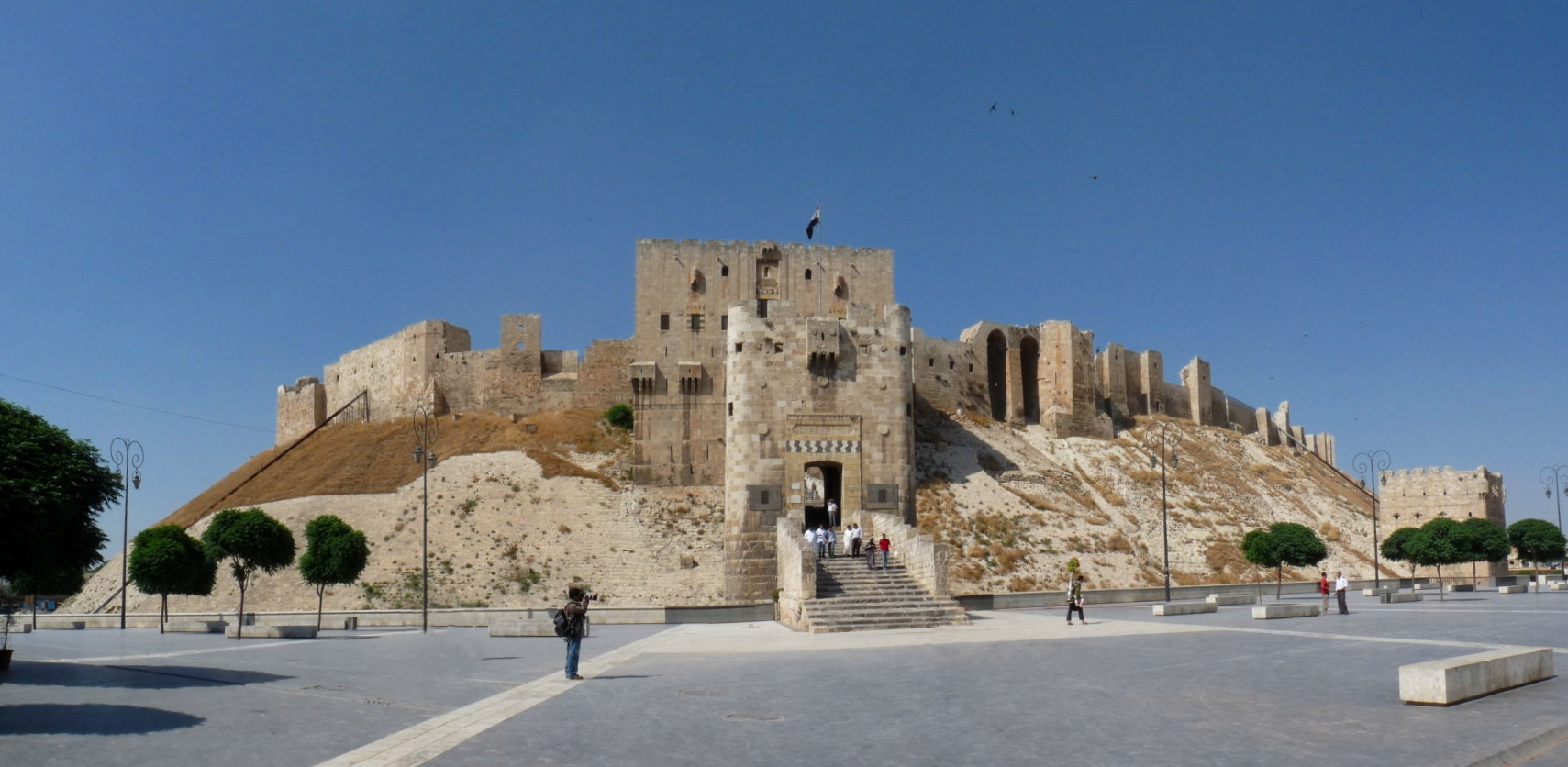
قلعة حلب

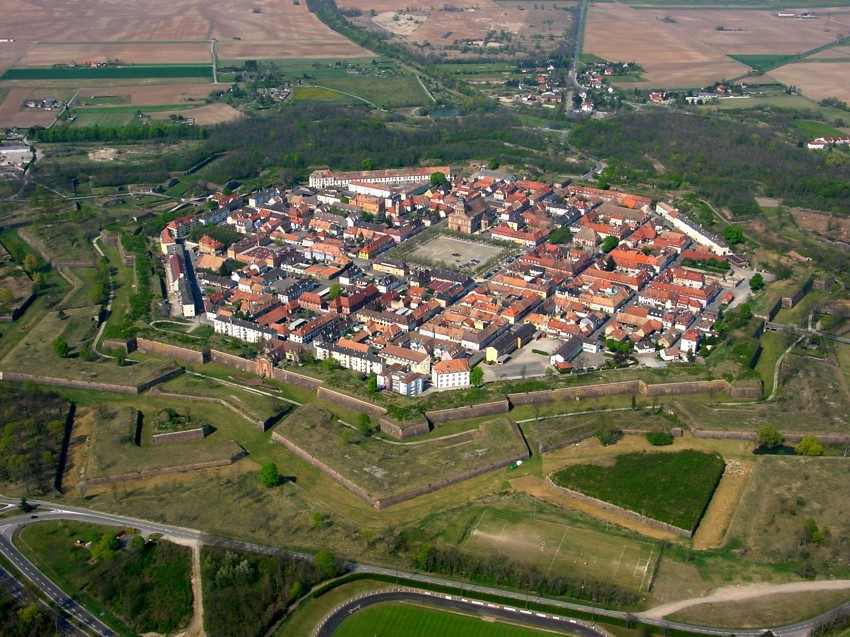
معقل نيوف-بريساش

قلعة مدينة (بالإنجليزية: Citadel)‏ ضرب من الحصون استخدم في العصور الوسطى لحماية المدن وحكامها من الثورات الداخلية.